# Eurovision Song Contest 2006

Länder som deltog i finalen.
Länder som inte tog sig till final.
Länder som tävlat förut men inte deltog 2006.

Eurovision Song Contest 2006 var den femtioförsta Eurovision Song Contest och sändes från Olympiahallen i Greklands huvudstad Aten den 18 maj (semifinal) och 20 maj (final). Det var det nationella TV-bolaget ERT som var huvudsändare. Tävlingen hölls i Grekland eftersom Helena Paparizou vunnit för Grekland året före. Sakis Rouvas och Maria Menounos var programledare. Mottot för årets upplaga var Feel the rhythm. Paparizou medverkade i pausunderhållningen och sjöng sin radiohit "Mambo".
Vann gjorde Finland med låten "Hard Rock Hallelujah" framförd av Lordi. Finland fick 292 poäng i finalen, vilket blev nytt poängrekord.
2006 kom en jubileumsbok vid namn The offical fan book med historik över de 50 första åren i tävlingens historia.

## Tävlingsupplägg

### Röstningen
Omröstningen hade 2005 fått kritik för att ha varit utdragen i och med att 39 länder då lämnade poäng. Till detta år ändrades systemet så att poäng 1 till 7 visades direkt på skärmen medan röstavlämnaren för respektive land endast läste upp 8, 10 och 12 poäng.

### Utmärkande bidrag
Finland tog detta år sin första seger med det uppseendeväckande bidraget Hard Rock Hallelujah av metalbandet Lordi. Förutom att det var Finlands första seger (de hade väntat på segern i 45 år) så var det också första gången ett hårdrocksband vann tävlingen. Finlands bidrag var kontroversiellt och olika religiösa grupper beskyllde bandet för att vara satanister, det hade till och med gjorts försök att få bidraget diskvalificerat innan tävlingen, vilket inte lyckades.
Finland slog också det tidigare poängrekordet som Ukraina satte 2004 med 12 poäng. Detta rekord behöll de fram till 2009 då Norge slog dem med hela 95 poängs marginal. Gruppen vann över Ryssland med 44 poängs skillnad.
Två av årets bidrag handlade om själva tävlingen. Tidigare hade bara den belgiska gruppen Telex Eurovision gjort det 1980. Det var det isländska bidraget Congratulations, vilket dock inte tog sig till final, och det litauiska bidraget We are the Winners. Litauerna hade innan tävlingen sågats totalt på flera håll och många blev chockade då de först tog sig till final och sedan kom på sjätteplats. Vid framförandet i finalen buades de ut av större delen av publiken eftersom flera andra förhandsfavoriter inte hade tagit sig vidare från semifinalen.
För fjärde gången i Eurovisionens historia förekom en twist, denna gång från Danmark men den nådde bara till artondeplats. De tre tidigare twisterna kom från Storbritannien 1981, Jugoslavien 1983 och Turkiet 1991.
Sist i finalen kom maltesiske Fabrizio Faniello som var en hårsmån från att bli poänglös men räddades på slutet genom att få sin enda poäng från Albanien.
Lettland var det första landet någonsin som sjöng a cappella, dvs. det fanns ingen förinspelad musik utan de sjöng musiken själva.
Ralph Siegel slog sitt eget rekord genom att för sjuttonde gången få med en komposition till den internationella finalen, denna gång för Schweiz.
Irlands bidrag detta år var det 1000:e bidraget i tävlingens historia.

### Debutanter & tillbakadraganden
Årets debutant var Armenien som var ett av de länder från semifinalen som gick vidare till finalen där de sedan blev åtta. En liknande debut gjorde Albanien 2004 då de tog sig till final och blev sjua.
Serbien och Montenegro drog sig ur tävlingen eftersom man inte kunde bestämma sig för vem man skulle skicka till Aten. De tävlade således aldrig med något bidrag på scenen, men de avlämnade röster precis som alla andra. När Jovana Janković, uppläsaren för Serbien & Montenegro, avlämnade landets röster sade hon: "...we don't have a song for you this year, but we promise that next year we will give you the best one." Året därpå vann just Serbien. Serbien-Montenegro blev den 6 juni 2006 uppdelat i två stater, (Serbien och Montenegro), som från och med 2007 tävlar var för sig.
Eftersom Serbien och Montenegro, som varit direktkvalificerade till finalen, inte ställde upp gick Kroatien, som kom på elfte plats i 2005 års tävling, direkt till finalen.
Österrike valde att avstå då de ansåg att framförandet spelade mer roll än själva låtarna. Ungern valde att avstå, mest troligt på ekonomiska grunder.

### Arrangemang
Biljetterna till Eurovision Song Contest släpptes den 27 februari men servern klarade inte av det hårda trycket och biljettköpen fick avbrytas. Ett nytt försök gjordes den 1 mars då alla 15 000 finalbiljetter sålde slut på 20 minuter.
EBU bestämde att max 40 länder fick delta. Detta beslut hävdes inför 2007 års tävling.
Beslutet om i vilken arena tävlingen skulle hållas var satt till att tas 25 juni 2005, men beslutet sköts upp till den 18 juli samma år.
För första gången någonsin användes "Spidercam"teknik i Eurovision.

## Tävlande länder
38 länder anmälde sig till tävlingen men endast 37 tävlade på scenen (Serbien & Montenegro drog sig ur men röstade ändå). 14 länder var direktkvalificerade till finalen vilket gjorde att 23 länder tvingades kvala om de tio sista platserna i finalen. De 14 direktkvalificerade länderna bestod av "The Big Four", värdlandet Grekland och de länder som kommit på plats 2-6,8-11 i finalen i 2005 års tävling. Semifinalen sändes den 18 maj och finalen den 20 maj 2006.

### Kontroverserna kring Island
Årets största skandaler bjöd isländska Silvía Nótt på. Före semifinalen hade hon kallat den holländska trion för en grupp "slynor och prostituerade" ("sluts and prostitutes"), vilket blev dokumenterat på band av journalister på plats. Samtidigt kallade hon svenska Carola för en "ful subba" ("ugly bitch") och smällde till en av journalisterna. På en presskonferens fick hon av en reporter frågan om det inte var osportsligt av henne att uttrycka sig på det sättet. Nótt förnekade att hon hade sagt något sådant, trots att det fanns dokumenterat, och blev arg på journalisten som hade ställt frågan och krävde att denne skulle lämna lokalen. När denne vägrade, ryckte en av Nótts livvakter in och bar ut journalisten över sin axel. Senare visade det sig dock att journalisten var en inhyrd skådespelare.
Före semifinalen anklagade hon Carola för att ha apat efter hennes koncept, och vad Nótt menade med detta har aldrig blivit klart då bidragen inte alls hade några likheter med varandra. Under en av repetitionerna sjöng Nótt "I'll fucking win" vilket var ett regelbrott eftersom bidrag i Eurovisionen inte får innehålla svordomar. Till semifinalen ändrade hon detta till "I'll freaking win".
Under veckan som ledde fram till tävlingen svor och skällde hon på scenarbetarna och under själva framträdandet i direktsändning blev Nótt utbuad - än värre än Litauens bidrag. Hennes framträdande bjöd på ett avancerat uppträdande där hon exempelvis åkte rutschkana på scenen, talade i en telefon, var överdrivet sminkad och hade på sig en stor fjäderskrud.
När det stod klart att bidraget inte hade gått vidare till finalen anklagade Nótt Carola på nytt, denna gång för att ha stulit sin finalplats genom att ha haft en sexuell förbindelse med Svante Stockselius, ett påstående som hon i efterhand tog tillbaka. Hon anklagades även för att ha attackerat Carola i efterhand och att en av hennes livvakter hade sparkat sönder dörren till Carolas hotellrum. Carola menade att detta var en avsiktlig attack medan Nótt menade att dörren var bräcklig och att det hela var en olyckshändelse.
Det var nära att hon blev diskvalificerad för sitt uppträdande men EBU valde att ge henne en "grov varning". Ett av kraven för att hon skulle få stanna var att hon inte fick komma i närheten av Carola.
I efterhand fortsatte Nótt att förneka allt hon hade gjort och hävdade att hon hade varit offer för en smutskastningskampanj. Hon hotade med att stämma både Eurovisionen och grekisk TV och utmanade dem samtidigt att visa klippen där hon skulle ha burit sig illa åt om de nu verkligen fanns (vilket de också gjorde).
Det som inte framgick vare sig för organisatörerna eller publiken var att Nótt endast var en roll spelad av Ágústa Eva Erlendsdóttir.

## Semifinalen
Semifinalen sändes den 18 maj 2006. Serbien och Montenegro drog sig ur tävlingen men var ändå ett av de röstande länderna.
| Nr | Land                    | Artist          | Sång                         | Översättning | Språk                                   | Placering | Poäng |
| -- | ----------------------- | --------------- | ---------------------------- | ------------ | --------------------------------------- | --------- | ----- |
| 1  | Armenien                | André           | Without Your Love            | —            | Engelska                                | 6         | 150   |
| 2  | Bulgarien               | Mariana Popova  | Let Me Cry                   | —            | Engelska                                | 17        | 36    |
| 3  | Slovenien               | Anzej Dezan     | Mr Nobody                    | —            | Engelska                                | 16        | 49    |
| 4  | Andorra                 | Jennifer        | Sense tu                     | —            | Katalanska                              | 23        | 8     |
| 5  | Vitryssland             | Polina Smolova  | Mama                         | —            | Engelska                                | 22        | 10    |
| 6  | Albanien                | Luiz Ejlli      | Zjarr e ftohtë               | —            | Albanska                                | 14        | 58    |
| 7  | Belgien                 | Kate Ryan       | Je t'adore                   | —            | Engelska, Franska                       | 12        | 69    |
| 8  | Irland                  | Brian Kennedy   | Every Song is a Cry for Love | —            | Engelska                                | 9         | 79    |
| 9  | Cypern                  | Annette Atani   | Why Angels Cry               | —            | Engelska                                | 15        | 57    |
| 10 | Monaco                  | Séverine Ferrer | La Coco Dance                | —            | Franska                                 | 21        | 14    |
| 11 | Makedonien              | Elena Risteska  | Ninanajna                    | —            | Engelska, Makedonska                    | 10        | 76    |
| 12 | Polen                   | Ich Troje       | Follow My Heart              | —            | Engelska, Polska, Spanska, Tyska, Ryska | 11        | 70    |
| 13 | Ryssland                | Dima Bilan      | Never Let You Go             | —            | Engelska                                | 3         | 217   |
| 14 | Turkiet                 | Sibel Tüzün     | Süper Star                   | —            | Engelska, Turkiska                      | 8         | 91    |
| 15 | Ukraina                 | Tina Karol      | Show Me Your Love            | —            | Engelska                                | 7         | 146   |
| 16 | Finland                 | Lordi           | Hard Rock Hallelujah         | —            | Engelska                                | 1         | 292   |
| 17 | Nederländerna           | Treble          | Amambanda                    | —            | Engelska, Påhittat                      | 20        | 22    |
| 18 | Litauen                 | LT United       | We are the Winners           | —            | Engelska                                | 5         | 163   |
| 19 | Portugal                | Nonstop         | Coisas de nada               | —            | Engelska, Portugisiska                  | 19        | 26    |
| 20 | Sverige                 | Carola          | Invincible                   | —            | Engelska                                | 4         | 214   |
| 21 | Estland                 | Sandra Oxenryd  | Through My Window            | —            | Engelska                                | 18        | 28    |
| 22 | Bosnien och Hercegovina | Hari Mata Hari  | Lejla                        | —            | Bosniska                                | 2         | 267   |
| 23 | Island                  | Silvia Night    | Congratulations              | —            | Engelska                                | 13        | 62    |

Det tio länder som kvalificerade sig till finalen avslöjades i följande ordning:
- Ryssland
- Makedonien
- Bosnien och Hercegovina
- Litauen
- Finland
- Ukraina
- Irland
- Sverige
- Turkiet
- Armenien

## Finalen
Finalen hölls i Olympiahallen, Aten, Grekland. De tio bäst placerade föregående år (Q) och de fyra stora (4Q) - Frankrike, Spanien, Storbritannien och Tyskland - var direktkvalificerade. Resterande tio bidrag kvalificerade sig via semifinalen (SF). Serbien och Montenegro drog sig ur tävlingen men var ändå ett av de röstande länderna.
I finalen användes telefonröster i de flesta länderna som resultat förutom Monaco och Albanien. 
Omröstningen i finalen bjöd inte på någon spänning detta år. Bosnien–Hercegovina ledde efter första röstningsomgången men Finland tog över ledningen i omgången efter och drygade ut den successivt. Finland var aldrig särskilt hotat av Ryssland som kom tvåa. Efter att Sverige hamnat på 19:e plats i 2005 års tävling lyckades Carola få upp Sverige på en femte plats det här året. De sista åren på decenniet blev dock ett stort fall för Sveriges del.
| Nr | Land                    | Artist                       | Sång                         | Översättning | Språk                | Placering | Poäng | Kval. |
| -- | ----------------------- | ---------------------------- | ---------------------------- | ------------ | -------------------- | --------- | ----- | ----- |
| 1  | Schweiz                 | Six4one                      | If We All Give a Little      | —            | Engelska             | 16        | 30    | Q     |
| 2  | Moldavien               | Arsenium & Natalia Gordienko | Loca                         | —            | Engelska, Spanska    | 20        | 22    | Q     |
| 3  | Israel                  | Eddie Butler                 | Together We are One          | —            | Engelska, Hebreiska  | 23        | 4     | Q     |
| 4  | Lettland                | Cosmos                       | I Hear Your Heart            | —            | Engelska             | 16        | 30    | Q     |
| 5  | Norge                   | Christine Guldbrandsen       | Alvedansen                   | —            | Norska               | 14        | 36    | Q     |
| 6  | Spanien                 | Las Ketchup                  | Bloody Mary                  | —            | Spanska              | 21        | 18    | 4Q    |
| 7  | Malta                   | Fabrizio Faniello            | I Do                         | —            | Engelska             | 24        | 1     | Q     |
| 8  | Tyskland                | Texas Lightning              | No No Never                  | —            | Engelska             | 14        | 36    | 4Q    |
| 9  | Danmark                 | Sidsel Ben Semmane           | Twist of Love                | —            | Engelska             | 18        | 26    | Q     |
| 10 | Ryssland                | Dima Bilan                   | Never Let You Go             | —            | Engelska             | 2         | 248   | SF    |
| 11 | Makedonien              | Elena Risteska               | Ninanajna                    | —            | Engelska, Makedonska | 12        | 56    | SF    |
| 12 | Rumänien                | Mihai Trăistariu             | Tornerò                      | —            | Engelska, Italienska | 4         | 172   | Q     |
| 13 | Bosnien och Hercegovina | Hari Mata Hari               | Lejla                        | —            | Bosniska             | 3         | 229   | SF    |
| 14 | Litauen                 | LT United                    | We are the Winners           | —            | Engelska, Franska    | 6         | 162   | SF    |
| 15 | Storbritannien          | Daz Sampson                  | Teenage Life                 | —            | Engelska             | 19        | 25    | 4Q    |
| 16 | Grekland                | Anna Vissi                   | Everything                   | —            | Engelska             | 9         | 128   | Q     |
| 17 | Finland                 | Lordi                        | Hard Rock Hallelujah         | —            | Engelska             | 1         | 292   | SF    |
| 18 | Ukraina                 | Tina Karol                   | Show Me Your Love            | —            | Engelska             | 7         | 145   | SF    |
| 19 | Frankrike               | Virginie Pouchain            | Il était temps               | —            | Franska              | 22        | 5     | 4Q    |
| 20 | Kroatien                | Severina                     | Moja štikla                  | —            | Kroatiska            | 12        | 56    | Q     |
| 21 | Irland                  | Brian Kennedy                | Every Song is a Cry for Love | —            | Engelska             | 10        | 93    | SF    |
| 22 | Sverige                 | Carola                       | Invincible                   | —            | Engelska             | 5         | 170   | SF    |
| 23 | Turkiet                 | Sibel Tüzün                  | Süper Star                   | —            | Turkiska, Engelska   | 11        | 91    | SF    |
| 24 | Armenien                | André                        | Without Your Love            | —            | Engelska             | 8         | 129   | SF    |

## Resultatlista

### Semifinalen
|             |                       | Televoting Resultat | Televoting Resultat | Televoting Resultat | Televoting Resultat | Televoting Resultat | Televoting Resultat | Televoting Resultat | Televoting Resultat | Televoting Resultat | Televoting Resultat   | Televoting Resultat | Televoting Resultat | Televoting Resultat | Televoting Resultat | Televoting Resultat | Televoting Resultat | Televoting Resultat | Televoting Resultat | Televoting Resultat | Televoting Resultat | Televoting Resultat | Televoting Resultat | Televoting Resultat | Televoting Resultat | Televoting Resultat | Televoting Resultat | Televoting Resultat | Televoting Resultat | Televoting Resultat    | Televoting Resultat | Televoting Resultat | Televoting Resultat | Televoting Resultat | Televoting Resultat | Televoting Resultat | Televoting Resultat | Televoting Resultat | Televoting Resultat | Televoting Resultat |
| Total Score | Slovenia              | Andorra             | Romania             | Denmark             | Latvia              | Portugal            | Sweden              | Finland             | Belgium             | Croatia             | Serbia and Montenegro | Norway              | Estonia             | Ireland             | Malta               | Lithuania           | Cyprus              | Netherlands         | Switzerland         | Ukraine             | Russia              | Poland              | United Kingdom      | Armenia             | France              | Belarus             | Germany             | Spain               | Moldova             | Bosnia and Herzegovina | Iceland             | Monaco              | Israel              | Albania             | Greece              | Bulgaria            | Macedonia           | Turkey              |                     |                     |
| ----------- | --------------------- | ------------------- | ------------------- | ------------------- | ------------------- | ------------------- | ------------------- | ------------------- | ------------------- | ------------------- | --------------------- | ------------------- | ------------------- | ------------------- | ------------------- | ------------------- | ------------------- | ------------------- | ------------------- | ------------------- | ------------------- | ------------------- | ------------------- | ------------------- | ------------------- | ------------------- | ------------------- | ------------------- | ------------------- | ---------------------- | ------------------- | ------------------- | ------------------- | ------------------- | ------------------- | ------------------- | ------------------- | ------------------- | ------------------- | ------------------- |
| Deltagande  | Armenien              | 150                 |                     |                     | 2                   |                     |                     |                     | 3                   |                     | 12                    |                     |                     |                     |                     |                     |                     |                     | 12                  | 12                  | 3                   | 7                   | 12                  | 3                   | 3                   |                     | 12                  | 7                   | 7                   | 12                     | 2                   |                     |                     |                     | 10                  | 3                   | 10                  | 8                   |                     | 10                  |
| Deltagande  | Bulgarien             | 36                  |                     |                     |                     |                     |                     | 1                   |                     |                     |                       |                     |                     |                     |                     |                     |                     |                     | 8                   |                     |                     |                     |                     |                     |                     |                     | 4                   |                     |                     | 5                      |                     |                     |                     |                     |                     | 8                   | 3                   |                     | 6                   | 1                   |
| Deltagande  | Slovenien             | 49                  |                     |                     |                     |                     |                     |                     |                     | 1                   |                       | 6                   | 7                   |                     |                     |                     | 5                   |                     |                     |                     |                     | 2                   |                     |                     |                     | 2                   |                     | 2                   |                     |                        |                     | 7                   |                     | 3                   | 4                   | 7                   |                     |                     | 3                   |                     |
| Deltagande  | Andorra               | 8                   |                     |                     |                     |                     |                     |                     |                     |                     |                       |                     |                     |                     |                     |                     |                     |                     |                     |                     |                     |                     |                     |                     |                     |                     |                     |                     |                     | 8                      |                     |                     |                     |                     |                     |                     |                     |                     |                     |                     |
| Deltagande  | Vitryssland           | 10                  |                     |                     |                     |                     |                     |                     |                     |                     |                       |                     |                     |                     |                     |                     |                     |                     |                     |                     |                     | 1                   | 6                   |                     |                     |                     |                     |                     |                     |                        | 3                   |                     |                     |                     |                     |                     |                     |                     |                     |                     |
| Deltagande  | Albanien              | 58                  | 1                   |                     |                     |                     |                     |                     | 2                   |                     |                       | 7                   |                     | 3                   |                     |                     |                     |                     |                     |                     | 10                  |                     | 2                   |                     | 2                   | 1                   |                     |                     | 3                   |                        |                     | 5                   |                     |                     |                     |                     | 7                   |                     | 12                  | 3                   |
| Deltagande  | Belgien               | 69                  | 5                   | 7                   |                     | 3                   |                     | 2                   | 5                   | 3                   |                       |                     |                     |                     | 3                   | 5                   | 7                   | 2                   | 1                   | 7                   |                     |                     |                     | 4                   |                     |                     | 3                   |                     |                     | 2                      |                     |                     | 4                   | 6                   |                     |                     |                     |                     |                     |                     |
| Deltagande  | Irland                | 79                  | 3                   |                     |                     | 5                   | 4                   | 4                   | 1                   | 4                   | 3                     |                     | 1                   | 6                   | 6                   |                     | 6                   | 4                   |                     | 3                   | 2                   |                     | 1                   | 2                   | 8                   |                     |                     |                     |                     |                        | 1                   |                     | 2                   | 7                   | 5                   | 1                   |                     |                     |                     |                     |
| Deltagande  | Cypern                | 57                  |                     |                     | 4                   |                     |                     |                     |                     |                     |                       |                     |                     |                     |                     |                     | 4                   |                     |                     |                     | 1                   | 3                   |                     |                     | 7                   | 7                   |                     | 1                   | 2                   |                        |                     |                     |                     | 10                  |                     | 4                   | 12                  | 2                   |                     |                     |
| Deltagande  | Monaco                | 14                  |                     | 3                   |                     |                     |                     |                     |                     |                     |                       |                     |                     |                     | 2                   |                     |                     |                     |                     |                     |                     |                     |                     | 1                   |                     |                     | 8                   |                     |                     |                        |                     |                     |                     |                     |                     |                     |                     |                     |                     |                     |
| Deltagande  | Makedonien            | 76                  | 8                   |                     | 1                   |                     |                     |                     |                     |                     |                       | 8                   | 10                  |                     |                     |                     |                     |                     |                     |                     | 6                   |                     |                     |                     |                     | 8                   |                     |                     |                     |                        |                     | 10                  |                     |                     |                     | 12                  |                     | 5                   |                     | 8                   |
| Deltagande  | Polen                 | 70                  |                     |                     |                     |                     | 3                   |                     |                     |                     | 1                     |                     |                     | 2                   |                     | 7                   | 1                   | 8                   |                     | 2                   |                     | 10                  | 5                   |                     | 1                   | 3                   | 2                   | 4                   | 6                   | 4                      | 4                   |                     | 3                   |                     | 2                   |                     | 2                   |                     |                     |                     |
| Deltagande  | Ryssland              | 217                 | 4                   | 4                   | 7                   | 1                   | 12                  | 7                   | 7                   | 6                   | 2                     | 3                   | 6                   | 4                   | 10                  | 4                   | 8                   | 12                  | 10                  | 1                   |                     | 12                  |                     | 8                   |                     | 12                  |                     | 12                  | 5                   |                        | 12                  | 4                   | 6                   |                     | 12                  |                     | 5                   | 12                  | 5                   | 4                   |
| Deltagande  | Turkiet               | 91                  |                     |                     | 10                  | 6                   |                     |                     |                     |                     | 8                     |                     |                     | 1                   |                     |                     |                     |                     |                     | 10                  | 8                   |                     |                     |                     |                     |                     | 10                  |                     | 8                   |                        |                     | 12                  |                     |                     | 3                   | 6                   |                     | 1                   | 8                   |                     |
| Deltagande  | Ukraina               | 146                 | 2                   | 6                   | 8                   |                     | 6                   | 10                  |                     | 2                   |                       | 2                   | 5                   |                     | 4                   | 3                   | 3                   | 6                   | 6                   |                     |                     |                     | 10                  | 6                   |                     | 10                  |                     | 10                  |                     | 3                      | 10                  | 3                   | 5                   | 2                   | 8                   |                     | 4                   | 3                   | 2                   | 7                   |
| Deltagande  | Finland               | 292                 | 10                  | 10                  | 5                   | 10                  | 8                   | 8                   | 12                  |                     | 10                    | 10                  | 8                   | 8                   | 12                  | 10                  | 10                  | 10                  | 7                   | 6                   | 5                   | 6                   | 8                   | 12                  | 12                  |                     | 5                   | 8                   | 12                  | 10                     | 5                   | 8                   | 12                  |                     | 7                   |                     | 8                   | 7                   | 7                   | 6                   |
| Deltagande  | Nederländerna         | 22                  |                     | 2                   |                     |                     |                     |                     |                     |                     | 4                     |                     |                     |                     |                     |                     |                     | 1                   | 3                   |                     |                     |                     |                     |                     |                     | 4                   |                     |                     |                     |                        |                     |                     | 1                   |                     |                     | 2                   |                     |                     |                     | 5                   |
| Deltagande  | Litauen               | 163                 | 6                   | 5                   | 3                   | 4                   | 10                  | 5                   | 4                   | 8                   | 7                     | 5                   | 3                   | 5                   | 8                   | 12                  |                     |                     | 4                   | 5                   |                     | 5                   | 4                   | 10                  | 10                  |                     |                     | 6                   | 1                   |                        | 6                   | 2                   | 8                   | 4                   |                     |                     | 1                   | 6                   | 4                   | 2                   |
| Deltagande  | Portugal              | 26                  |                     | 12                  |                     |                     |                     |                     |                     |                     |                       |                     |                     |                     |                     |                     |                     |                     |                     |                     | 7                   |                     |                     |                     |                     |                     | 7                   |                     |                     |                        |                     |                     |                     |                     |                     |                     |                     |                     |                     |                     |
| Deltagande  | Sverige               | 214                 | 7                   | 8                   | 6                   | 12                  | 5                   | 12                  |                     | 10                  | 5                     | 4                   | 4                   | 10                  | 7                   | 8                   | 12                  | 5                   | 2                   | 4                   | 4                   | 4                   | 3                   | 7                   | 6                   | 6                   |                     | 5                   | 4                   | 7                      | 7                   | 6                   | 10                  | 8                   | 6                   | 5                   |                     | 4                   | 1                   |                     |
| Deltagande  | Estland               | 28                  |                     |                     |                     | 2                   | 7                   |                     | 8                   | 5                   |                       |                     |                     |                     |                     | 1                   |                     |                     |                     |                     |                     |                     |                     |                     |                     |                     |                     |                     |                     |                        |                     |                     |                     | 5                   |                     |                     |                     |                     |                     |                     |
| Deltagande  | Bosnien & Hercegovina | 267                 | 12                  | 1                   | 12                  | 8                   | 2                   | 6                   | 10                  | 12                  | 6                     | 12                  | 12                  | 12                  | 1                   | 6                   | 2                   | 3                   | 5                   | 8                   | 12                  | 8                   | 7                   | 5                   | 4                   | 5                   | 6                   | 3                   | 10                  | 1                      | 8                   |                     | 7                   | 12                  | 1                   | 10                  | 6                   | 10                  | 10                  | 12                  |
| Deltagande  | Island                | 62                  |                     |                     |                     | 7                   | 1                   | 3                   | 6                   | 7                   |                       | 1                   | 2                   | 7                   | 5                   | 2                   |                     | 7                   |                     |                     |                     |                     |                     |                     | 5                   |                     | 1                   |                     |                     | 6                      |                     | 1                   |                     | 1                   |                     |                     |                     |                     |                     |                     |

### Finalen
|             |                       | Televoting Resultat | Televoting Resultat | Televoting Resultat | Televoting Resultat | Televoting Resultat | Televoting Resultat | Televoting Resultat | Televoting Resultat | Televoting Resultat | Televoting Resultat   | Televoting Resultat | Televoting Resultat | Televoting Resultat | Televoting Resultat | Televoting Resultat | Televoting Resultat | Televoting Resultat | Televoting Resultat | Televoting Resultat | Televoting Resultat | Televoting Resultat | Televoting Resultat | Televoting Resultat | Televoting Resultat | Televoting Resultat | Televoting Resultat | Televoting Resultat | Televoting Resultat | Televoting Resultat    | Televoting Resultat | Televoting Resultat | Televoting Resultat | Televoting Resultat | Televoting Resultat | Televoting Resultat | Televoting Resultat | Televoting Resultat | Televoting Resultat | Televoting Resultat |
| Total Score | Slovenia              | Andorra             | Romania             | Denmark             | Latvia              | Portugal            | Sweden              | Finland             | Belgium             | Croatia             | Serbia and Montenegro | Norway              | Estonia             | Ireland             | Malta               | Lithuania           | Cyprus              | Netherlands         | Switzerland         | Ukraine             | Russia              | Poland              | United Kingdom      | Armenia             | France              | Belarus             | Germany             | Spain               | Moldova             | Bosnia and Herzegovina | Iceland             | Monaco              | Israel              | Albania             | Greece              | Bulgaria            | Macedonia           | Turkey              |                     |                     |
| ----------- | --------------------- | ------------------- | ------------------- | ------------------- | ------------------- | ------------------- | ------------------- | ------------------- | ------------------- | ------------------- | --------------------- | ------------------- | ------------------- | ------------------- | ------------------- | ------------------- | ------------------- | ------------------- | ------------------- | ------------------- | ------------------- | ------------------- | ------------------- | ------------------- | ------------------- | ------------------- | ------------------- | ------------------- | ------------------- | ---------------------- | ------------------- | ------------------- | ------------------- | ------------------- | ------------------- | ------------------- | ------------------- | ------------------- | ------------------- | ------------------- |
| Deltagare   | Schweiz               | 30                  |                     |                     |                     |                     |                     | 1                   |                     |                     |                       |                     |                     |                     |                     |                     | 12                  |                     | 3                   |                     |                     |                     |                     |                     |                     |                     |                     |                     |                     |                        |                     | 4                   |                     | 6                   | 4                   |                     |                     |                     |                     |                     |
| Deltagare   | Moldavien             | 22                  |                     |                     | 12                  |                     |                     | 3                   |                     |                     |                       |                     |                     |                     |                     |                     |                     |                     |                     |                     |                     |                     | 3                   |                     |                     |                     |                     |                     |                     | 2                      |                     |                     |                     |                     |                     |                     | 1                   |                     |                     | 1                   |
| Deltagare   | Israel                | 4                   |                     |                     |                     |                     |                     |                     |                     |                     |                       |                     |                     |                     |                     |                     |                     |                     |                     |                     |                     |                     |                     |                     |                     |                     | 4                   |                     |                     |                        |                     |                     |                     |                     |                     |                     |                     |                     |                     |                     |
| Deltagare   | Lettland              | 30                  |                     |                     |                     |                     |                     |                     |                     |                     |                       |                     |                     |                     | 3                   | 4                   |                     | 8                   |                     |                     |                     | 4                   | 1                   |                     | 2                   |                     |                     |                     |                     |                        |                     |                     |                     | 8                   |                     |                     |                     |                     |                     |                     |
| Deltagare   | Norge                 | 36                  |                     |                     |                     | 1                   | 6                   |                     | 2                   | 5                   |                       |                     |                     |                     |                     |                     |                     |                     |                     |                     |                     | 3                   | 7                   |                     |                     | 1                   |                     | 1                   |                     |                        | 3                   |                     | 4                   | 1                   |                     |                     | 2                   |                     |                     |                     |
| Deltagare   | Spanien               | 18                  |                     | 12                  |                     |                     |                     |                     |                     |                     |                       |                     |                     |                     |                     |                     |                     |                     |                     |                     |                     |                     |                     |                     |                     |                     |                     |                     |                     |                        |                     |                     |                     |                     |                     | 6                   |                     |                     |                     |                     |
| Deltagare   | Malta                 | 1                   |                     |                     |                     |                     |                     |                     |                     |                     |                       |                     |                     |                     |                     |                     |                     |                     |                     |                     |                     |                     |                     |                     |                     |                     |                     |                     |                     |                        |                     |                     |                     |                     |                     | 1                   |                     |                     |                     |                     |
| Deltagare   | Tyskland              | 36                  |                     |                     |                     | 3                   | 3                   |                     |                     |                     | 1                     |                     |                     | 1                   |                     | 3                   |                     |                     |                     | 3                   | 7                   |                     |                     |                     | 5                   |                     |                     |                     |                     | 5                      |                     |                     |                     |                     |                     | 5                   |                     |                     |                     |                     |
| Deltagare   | Danmark               | 26                  |                     |                     |                     |                     |                     |                     | 8                   | 3                   |                       |                     |                     | 6                   | 1                   |                     |                     |                     |                     |                     |                     |                     |                     |                     |                     |                     |                     |                     |                     |                        |                     |                     | 8                   |                     |                     |                     |                     |                     |                     |                     |
| Deltagare   | Ryssland              | 248                 | 4                   | 6                   | 8                   | 2                   | 12                  | 7                   | 7                   | 12                  | 3                     | 7                   | 5                   | 3                   | 10                  | 5                   | 5                   | 12                  | 8                   | 2                   |                     | 12                  |                     | 10                  | 1                   | 12                  | 2                   | 12                  | 6                   | 7                      | 10                  | 6                   | 5                   |                     | 12                  | 4                   | 8                   | 10                  | 8                   | 5                   |
| Deltagare   | Makedonien            | 56                  | 6                   |                     |                     |                     |                     |                     |                     |                     |                       | 8                   | 8                   |                     |                     |                     |                     |                     |                     |                     | 4                   |                     |                     |                     |                     | 7                   |                     |                     |                     |                        |                     | 8                   |                     |                     |                     | 3                   |                     | 6                   |                     | 6                   |
| Deltagare   | Rumänien              | 172                 | 5                   | 3                   |                     | 6                   | 2                   | 10                  | 6                   | 6                   | 2                     | 5                   | 4                   | 4                   | 4                   | 6                   | 10                  | 1                   | 10                  |                     | 1                   | 1                   | 4                   | 3                   | 6                   | 4                   | 7                   | 3                   | 5                   | 12                     | 12                  | 2                   | 2                   |                     | 10                  | 2                   | 7                   | 2                   | 2                   | 3                   |
| Deltagare   | Bosnien & Hercegovina | 229                 | 12                  |                     | 7                   | 8                   |                     | 2                   | 10                  | 10                  | 6                     | 12                  | 12                  | 8                   |                     | 2                   |                     | 4                   | 2                   | 8                   | 12                  | 10                  | 6                   | 4                   |                     | 5                   | 6                   | 4                   | 7                   | 1                      | 5                   |                     | 3                   | 12                  | 2                   | 12                  | 6                   | 7                   | 12                  | 12                  |
| Deltagare   | Litauen               | 162                 | 3                   | 7                   |                     | 7                   | 10                  | 4                   | 3                   | 8                   | 4                     | 6                   | 3                   | 5                   | 8                   | 12                  | 1                   |                     | 4                   | 6                   |                     | 5                   | 5                   | 8                   | 10                  |                     |                     | 6                   | 1                   | 4                      | 4                   |                     | 10                  | 7                   | 3                   |                     | 4                   | 1                   | 3                   |                     |
| Deltagare   | Storbritannien        | 25                  |                     | 2                   |                     | 4                   | 1                   |                     |                     |                     |                       | 1                   |                     | 2                   | 2                   | 8                   | 3                   |                     | 1                   |                     |                     |                     |                     | 1                   |                     |                     |                     |                     |                     |                        |                     |                     |                     |                     |                     |                     |                     |                     |                     |                     |
| Deltagare   | Grekland              | 128                 |                     | 1                   | 10                  |                     |                     |                     | 4                   | 1                   | 10                    |                     | 6                   |                     |                     |                     | 8                   | 3                   | 12                  | 5                   | 5                   |                     |                     |                     | 7                   | 8                   | 5                   | 2                   | 8                   |                        | 1                   | 1                   |                     |                     |                     | 8                   |                     | 12                  | 7                   | 4                   |
| Deltagare   | Finland               | 292                 | 8                   | 10                  | 4                   | 12                  | 8                   | 6                   | 12                  |                     | 8                     | 10                  | 7                   | 12                  | 12                  | 10                  | 7                   | 10                  | 5                   | 7                   | 8                   | 7                   | 8                   | 12                  | 12                  |                     | 8                   | 7                   | 10                  | 10                     | 6                   | 7                   | 12                  |                     | 7                   |                     | 12                  | 5                   | 6                   | 7                   |
| Deltagare   | Ukraina               | 145                 | 2                   | 5                   | 3                   |                     | 5                   | 12                  | 1                   | 2                   |                       | 4                   | 2                   |                     | 5                   | 1                   | 2                   | 7                   | 6                   | 1                   |                     |                     | 10                  | 6                   |                     | 10                  |                     | 10                  |                     | 3                      | 8                   | 5                   | 6                   | 2                   | 6                   |                     | 5                   | 3                   | 5                   | 8                   |
| Deltagare   | Frankrike             | 5                   |                     |                     |                     |                     |                     |                     |                     |                     |                       |                     |                     |                     |                     |                     |                     |                     |                     |                     |                     |                     |                     |                     |                     | 2                   |                     |                     |                     |                        |                     |                     |                     | 3                   |                     |                     |                     |                     |                     |                     |
| Deltagare   | Kroatien              | 56                  | 10                  |                     |                     |                     |                     |                     |                     |                     |                       |                     | 10                  |                     |                     |                     |                     |                     |                     |                     | 6                   |                     |                     |                     |                     |                     |                     |                     | 2                   |                        |                     | 12                  |                     | 4                   |                     |                     |                     |                     | 10                  | 2                   |
| Deltagare   | Irland                | 93                  | 1                   | 4                   | 2                   | 5                   | 4                   | 5                   | 5                   | 4                   |                       | 2                   |                     | 7                   | 6                   |                     | 4                   | 6                   |                     | 4                   | 3                   | 2                   |                     | 2                   | 8                   | 3                   | 1                   |                     | 4                   |                        |                     |                     | 1                   | 10                  |                     |                     |                     |                     |                     |                     |
| Deltagare   | Sverige               | 170                 | 7                   | 8                   | 5                   | 10                  | 7                   | 8                   |                     | 7                   | 5                     | 3                   | 1                   | 10                  | 7                   | 7                   | 6                   | 5                   |                     |                     | 2                   | 6                   | 2                   | 7                   | 4                   | 6                   | 3                   | 5                   |                     | 6                      | 2                   | 3                   | 7                   | 5                   | 5                   | 10                  |                     |                     | 1                   |                     |
| Deltagare   | Turkiet               | 91                  |                     |                     | 6                   |                     |                     |                     |                     |                     | 7                     |                     |                     |                     |                     |                     |                     |                     |                     | 12                  | 10                  |                     |                     |                     | 3                   |                     | 12                  |                     | 12                  |                        |                     | 10                  |                     |                     | 1                   | 7                   | 3                   | 4                   | 4                   |                     |
| Deltagare   | Armenien              | 129                 |                     |                     | 1                   |                     |                     |                     |                     |                     | 12                    |                     |                     |                     |                     |                     |                     | 2                   | 7                   | 10                  |                     | 8                   | 12                  | 5                   |                     |                     | 10                  | 8                   | 3                   | 8                      | 7                   |                     |                     |                     | 8                   |                     | 10                  | 8                   |                     | 10                  |